# Gena Rowlands
Virginia Cathryn „Gena” Rowlands (n. 19 iunie 1930, Cambria⁠(d), Comitatul Columbia, Wisconsin, Wisconsin, SUA – d. 14 august 2024, Indian Wells, California, SUA) a fost o actriță americană, a cărei carieră în film, scenă și televiziune s-a întins pe parcursul a șase decenii. Câștigătoare de patru premii Emmy și de două ori câștigătoare a Globului de Aur, este cunoscută pentru colaborările cu soțul ei, John Cassavetes în zece filme, printre care O femeie dominată (1974) și Gloria (1980), care i-au adus nominalizări la Premiul Oscar pentru cea mai bună actriță. De asemenea, a câștigat Ursul de Argint pentru cea mai bună actriță pentru În seara premierei (1977). În noiembrie 2015, Rowlands a primit un premiu Oscar onorific.

## Primii ani

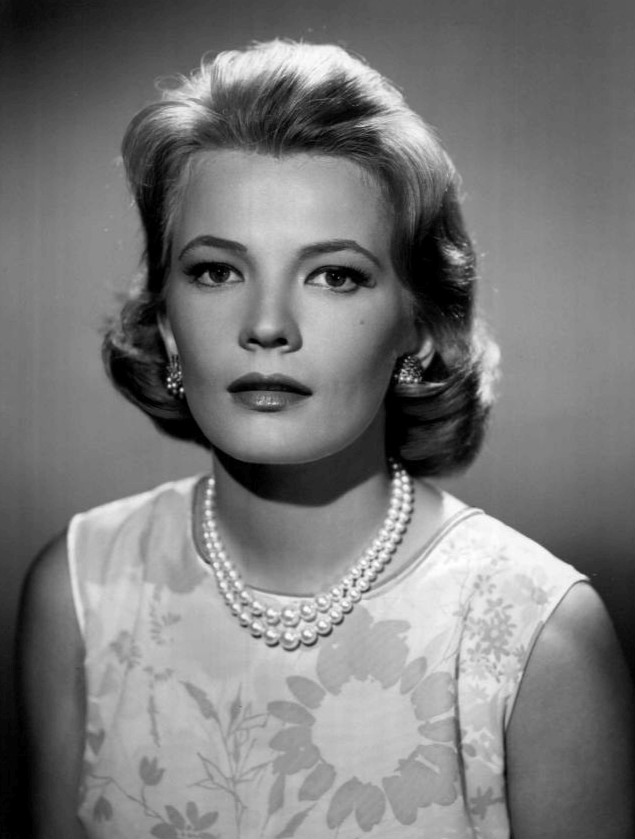
Gena Rowlands în 1961

Rowlands s-a născut pe 19 iunie 1930, în Madison, Wisconsin. Mama ei, Mary Allen (Neal), a fost o gospodină care a lucrat ulterior ca actriță sub numele de scenă Lady Rowlands. Tatăl ei, Edwin Myrwyn Rowlands, era bancher și politician. A fost membru al Partidului Progresist din Wisconsin și a fost de origine galeză. A avut un frate, David Rowlands. 
Familia ei s-a mutat la Washington, DC, în 1939, când Edwin a fost numit într-o funcție în Departamentul de Agricultură al Statelor Unite; s-a mutat în Milwaukee, Wisconsin, în 1942, când a fost numit director de filială al Oficiului de Administrare a Prețurilor; și ulterior s-a mutat în Minneapolis, Minnesota. Între anii 1947-1950, ea a urmat cursurile Universității din Wisconsin, perioadă în care era recunoscută pentru frumusețea ei. La facultate a fost membră a Kappa Kappa Gamma. A plecat la New York pentru a studia actoria la Academia Americană de Arte Dramatice.

## Filmografie selectivă
- 1958 Prețul ridicat al iubirii (The High Cost of Loving), regia José Ferrer
- 1959 Umbre (Shadows), regia John Cassavetes
- 1962 Călărețul singuratic (Lonely Are the Brave), regia David Miller
- 1962 The Spiral Road (The Spiral Road), regia Robert Mulligan
- 1963 Un copil așteaptă (A Child Is Waiting), regia John Cassavetes
- 1967 Tony Rome (Tony Rome), regia Gordon Douglas
- 1968 Chipuri (Faces), regia John Cassavetes
- 1971 Minnie și Moskowitz (Minnie and Moskowitz), regia John Cassavetes
- 1974 O femeie dominată (A Woman Under the Influence), regia John Cassavetes
- 1976 Panică pe stadion (Two-Minute Warning), regia Larry Peerce
- 1977 În seara premierei (Opening Night), regia John Cassavetes
- 1980 Gloria (Gloria), regia John Cassavetes
- 1982 Furtuna (Tempest), regia Paul Mazursky
- 1984 Urmele dragostei (Love Streams), regia John Cassavetes
- 1987 Lumina zilei (Light of Day), regia Paul Schrader
- 1988 Cealaltă femeie (Another Woman), regia Woody Allen
- 1991 Încă o dată (Once Around), regia Lasse Hallström
- 1991 Noapte pe pământ (Night on Earth), regia Jim Jarmusch
- 1995 Biblia de neon (The Neon Bible), regia Terence Davies
- 1995 Puterea iubirii (Something to Talk About), regia Lasse Hallström
- 1996 Desprindeți stelele (Unhook the Stars), regia Nick Cassavetes
- 1997 Iubirea e un lucru foarte mare (She's So Lovely), regia Nick Cassavetes
- 1998 Paulie - Il pappagallo che parlava troppo (Paulie), regia John Roberts
- 1998 A doua șansă (Hope Floats), regia Forest Whitaker
- 1998 Basta guardare il cielo (The Mighty), regia Peter Chelsom
- 1998 Jocurile inimii (Playing by Heart), regia Willard Carroll
- 1999 Weekend (The Weekend), regia Brian Skeet
- 2004 Identități furate (Taking Lives), regia D.J. Caruso
- 2004 Jurnalul (The Notebook), regia Nick Cassavetes
- 2005 Cheia schelet (The Skeleton Key), regia Iain Softley
- 2005 Paris, je t'aime, regia Frédéric Auburtin - episodul „Quartier Latin”
- 2011 Olive, regia Patrick Gilles e Hooman Khalili
- 2012 Yellow, regia Nick Cassavetes
- 2014 Verso la fine del mondo (Parts Per Billion), regia Brian Horiuchi
- 2014 Parts Per Billion, regia Arthur Allan Seidelman
- 2017 Unfortunate Circumstances, regia Troy Price - scurtmetraj

## Televiziune
- 2007 Când soarele răsare (TV)